# Max Steiner
Maximilian Raoul Walter Steiner (n. 10 mai, 1888 în Viena, Austro-Ungaria - d. 28 decembrie, 1971 în Hollywood, California) a fost un compozitor austro-american de muzică de film și teatru. El rămâne cunoscut ca fiind creatorul a peste 300 de coloane sonore, dintre care cele mai cunoscute rămân muzica din filmele Gone With The Wind și Casablanca.

## Viața
Max Steiner s-a născut în Viena, Austria, la 10 mai, 1888 într-o familie de origine evreiască. Bunicul său, Maximilian Steiner, a fost director de teatru în Viena. Tatăl lui Steiner, Gabor, născut la Timișoara, a fost un om de afaceri, care in anii 1890 s-a convertit la creștinismul luteran.
Un copil-minune, tânărul Max Steiner a terminat cursul de patru ani de la Academia de muzică "Hochschule" din Viena în doar un an. Printre profesorii săi s-au numărat Gustav Mahler și Felix Weingartner. La vârsta de 16 ani a compus o operetă, The Beautiful Greek Girl dar tatăl său care nu a fost entuziasmat. Max a dus apoi opereta la un concurent al tatălui său, care a acceptat să pună opereta pe scenă. Nu doar că Steiner a dirijat la premieră, dar opereta a rulat timp de un an de zile, spre umilința tatălui său.
În jurul vârstei de 20 de ani Steiner își câștiga existența ca dirijor profesionist. S-a mutat o vreme la Londra după care a venit la New York, unde a devenit unul din cei mai buni orchestratori și dirijori ai muzicalelor de pe Broadway, o celebritate cunoscută mai târziu și de prietenul său, marele compozitor Alfred Newman.
În 1929, în timp ce dirija Sons O' Guns, Steiner a fost angajat de William LeBaron, directorul studioului RKO Radio Pictures, pentru a veni la Hollywood să supravegheze muzica din adaptarea cinematografică a muzicalului Rio Rita. Steiner a rămas la acel studio pentru următorii șapte ani. Unul din primele sale triumfuri a fost atunci când a fost chemat să compuna muzica din filmul Cimarron, după ce proiectul a fost refuzat de către Jerome Kern. Deși Steiner nu a apărut în genericul filmului, muzica a fost foarte apreciată de către critică. Steiner a continuat să compună în principal temele filmelor de la RKO pentru următorii ani.
În 1932 David O. Selznick, acum directorul de producție al studioului RKO, a dorit ca Steiner să adauge muzică originală ca fundal pentru anumite scene dramatice din filmul Symphony Of Six Million. Steiner a compus muzica pentru o singură rolă iar reacția studioului a fost euforică. În același an, filmul Bird of Paradise (Pasărea Paradisului) a conținut aproape 100% muzică originală în el. Steiner și-a primit astfel titlul de "părinte al muzicii de film".
Probabil cea mai cunoscută si cea mai mare contribuție adusă muzicii de film a fost muzica sa pentru filmul din 1933, King Kong. O lucrare masivă de 75 de minute care conține multiple teme. Cel mai important, muzica a ajutat audiența să simtă și mai bine suspansul și, de asemenea, să aibă o simpatie pentru personajul Kong. Muzica a primit multe laude din partea criticilor contemporani. Levant și mulți alți critici au considerat ca 25% din succesul filmului s-a datorat muzicii compuse de Max Steiner.
Tot în 1933 Steiner a supravegheat muzica pentru un film cu Fred Astaire și Ginger Rogers. De fapt, ultimul său film pentru RKO a fost Follow That Street. Alte coloane sonore notabile pentru RKO sunt The Most Dangerous Game, What Price Hollywood?, Melody Cruise, Of Human Bondage, The Lost Patrol, The Informer (pentru care a câștigat un premiul Oscar), The Fountain și The Gay Divorcee.
În 1936, Steiner a părăsit studioul RKO pentru a lucra cu fostul său șef, David Selznick, care tocmai și-a deschis propriul studio, Selznick International Pictures. După un start promițător în care Steiner a compus muzica pentru două filme majore în 1936, se părea că Selznick era foarte lent pentru Steiner, care s-a obișnuit să lucreze într-un ritm foarte rapid. A fost împrumutat studioului Warner Bros. pentru a compune muzica pentru filmul The Charge of the Light Brigade. Următorul proiect pentru Steiner a fost muzica din A Star is Born, care a desemnat sfârșitul contractului cu Selznick deoarece acesta a insistat ca muzica să fie rescrisă. În acest moment, directorul studioului Warner Bros., Jack Warner, a făcut o oferta pe care compozitorul a acceptat-o. Warner a încheiat un contract cu condiția ca Steiner să fie împrumutat lui Selznick pentru un film pe an. Așa a început o colaborare de 28 de ani cu Warner, unde Steiner compunea o coloană sonoră majoră după alta. În 1937 a compus celebra temă a studioului care a fost auzită prima dată în filmul Tovarich.
Coloane sonore notabile din anii '30 și '40 au inclus Angels With Dirty Faces, Four Daughters, Four Wives, Dark Victory, Dodge City, Sergeant York, They Died With Their Boots On, Casablanca, Now, Voyager, Mildred Pierce, The Big Sleep, Life With Father, Adventures of Don Juan, Johnny Belinda, The Treasure of the Sierra Madre și The Fountainhead.
Steiner a fost împrumutat încă o dată pentru Selznick pentru a compune muzica colosală din filmul Gone With The Wind (Pe aripile vântului). În total, peste 190 de minute de muzică au fost compuse, deși unele secvențe au fost preluate de la alți compozitori. Incredibil, în timp ce Steiner era preocupat pentru muzica din Pe aripile vântului, Selznick i-a cerut să adapteze muzica din filmul Intermezzo. Cu toate că Pe aripile vântului avea numeroase teme, cea mai cunoscută dintre acestea rămâne tema Tarei. Steiner a fost unul din contribuitorii filmului care nu a câștigat un premiul Oscar pentru acest film (altul a fost Clark Gable). Cu toate acestea, roata s-a întors în 1944 când deși toată echipa filmului Since You Went Away (ultima colaborare dintre Selznick și Steiner) a fost nominalizată la Oscar, Steiner a fost singurul care a câștigat un premiu pentru acest film.
Ritmul incredibil a lui Steiner a început să încetinească în anii '50. În 1954, Steiner a ajuns să compună câteva coloane sonore pe an. Totuși, colaborarea sa cu Warner a continuat pentru o serie de filme ca The Flame and the Arrow, The Glass Menagerie, The Caine Mutiny, King Richard and the Crusaders, Helen of Troy și The Searchers.
La sfârșitul aniilor '50, familia Steiner avea probleme financiare iar Max a fost criticat pentru cheltuirea banilor pe băutură și trabucuri. Toate acestea s-au schimbat când tema sa pentru filmul din 1959, A Summer Place a devenit un hit.
Aproape orbit de glaucom și răpus de cancer, Steiner s-a retras în 1965 după filmul Two On a Guillotine și și-a petrecut ultimii ani alături de prietenii și colegii săi. Părintele muzicii de film s-a stins la 28 decembrie, 1971.

## Premii și onoruri
Steiner a primit 26 de nominalizări la Premiul Oscar pentru munca sa, câștigând de trei ori. Nu a câștigat, însă, premiul pentru Gone With The Wind, considerată cea mai bună coloană sonoră a sa. Steiner a fost considerat părintele muzicii de film. Este înmormântat în Glendale, California. În 1995 a fost inclus postum în Galeria Marilor Compozitori. Steiner are o stea pe celebra stradă Walk of Fame din Hollywood, pentru contribuția sa adusă filmului. Deși au trecut mulți ani de la moartea sa, rămâne unul din titanii industriei cinematografice. Două dintre coloanele sale sonore au fost adăugate de către Institutul American de film în lista celor mai bune coloane sonore ale tuturor timpurilor: Gone With The Wind (locul 2) și King Kong (locul 13).

## Nominalizări și premii

### Premiul Oscar
- 1935
  - The Gay Divorcee
  - The Lost Patrol
- 1936 - The Informer
- 1937
  - The Garden of Allah
  - The Charge of the Light Brigade
- 1938 - The Life of Emile Zola
- 1939 - Jezebel
- 1940
  - Dark Victory
  - Gone With The Wind
- 1941 - The Letter
- 1942 - Sergeant York
- 1943 - Now, Voyager
- 1944 - Casablanca
- 1945
  - The Adventures of Mark Twain
  - Since You Went Away
- 1946 - Rhapsody In Blue
- 1947 - Night and Day
- 1948
  - Life With Father
  - The Wild Irish Rose
- 1949 - Johnny Belinda
- 1950 - Beyond the Forest
- 1951 - The Flame and the Arrow
- 1953
  - The Miracle of Our Lady of Fatima
  - The Jazz Singer
- 1955 - The Caine Mutiny
- 1956 - Battle Cry

1. 1 2  Max Steiner, Internet Broadway Database, accesat în 9 octombrie 2017
2. 1 2  Max Steiner, Filmportal.de, accesat în 9 octombrie 2017
3. 1 2  Autoritatea BnF, accesat în 10 octombrie 2015
4. 1 2  Max Steiner, Find a Grave, accesat în 9 octombrie 2017
5. 1 2  Max Steiner, Encyclopædia Britannica Online, accesat în 9 octombrie 2017
6. ↑  „Max Steiner”, Gemeinsame Normdatei, accesat în 14 decembrie 2014
7. ↑  IdRef, accesat în 2 mai 2020
8. ↑  CONOR.SI[*] Verificați valoarea |titlelink= (ajutor)